# Lundins tjärn
Lundins tjärn är en sjö i Falu kommun i Dalarna och ingår i Gavleåns huvudavrinningsområde.